# Bjerringbro-Silkeborg
Bjerringbro-Silkeborg Håndbold är en handbollsklubb från Silkeborg i Danmark. Klubben bildades 2005 genom en sammanslagning av klubbarna Bjerringbro FH och Silkeborg-Voel KFUM. Laget spelar sina hemmamatcher i Jysk Arena (tidigare kallad Silkeborg-Hallerne).

## Spelartrupp
| Nr | Land      | Pos | Namn                  |
| -- | --------- | --- | --------------------- |
| 1  | Danmark   | MV  | Sebastian Frandsen    |
| 12 | Danmark   | MV  | Sørenn Rasmussen      |
| 4  | Danmark   | V9  | Klaus Thomsen         |
| 7  | Danmark   | H9  | Nikolaj Ø. Nielsen    |
| 9  | Danmark   | H9  | Jacob Lassen          |
| 10 | Danmark   | H6  | Jóhan Hansen          |
| 11 | Slovenien | V9  | Sebastian Skube       |
| 17 | Danmark   | M6  | Kristian Kragh Ørsted |

| Nr | Land    | Pos | Namn                    |
| -- | ------- | --- | ----------------------- |
| 19 | Danmark | H6  | Rasmus Kier             |
| 21 | Danmark | M9  | Allan Damgaard          |
| 22 | Danmark | V9  | Nikolaj Markussen       |
| 23 | Danmark | V6  | Stefan Hundstrup        |
| 27 | Danmark | V6  | Kristian Klitgaard      |
| 29 | Danmark | M6  | Rasmus Jensen           |
| 39 | Danmark | V9  | Jens Dolberg Plougstrup |
| 77 | Danmark | M6  | Michael V. Knudsen      |

## Spelare i urval
- Robert Arrhenius (2011–2012)
- Milutin Dragićević (2007–2010)
- Anders Hallberg (2014–2016)
- Rasmus Lauge Schmidt (2009–2013)
- Niklas Landin Jacobsen (2010–2012)
- Lars Krogh Jeppesen (2007–2010)
- Michael V. Knudsen (2014–)
- Kasper Nielsen (2010–2014)
- Anders Persson (2008–2010)
- Fredrik Petersen (2010–2012)
- Sørenn Rasmussen (2014–)
- Kjetil Strand (2004–2006)